# Burghauptmannschaft Österreich
Die Burghauptmannschaft Österreich (BHÖ) ist eine Behörde, der die Verwaltung und Baubetreuung historischer Gebäude im Besitz der Republik Österreich obliegt. Sie untersteht direkt dem Bundesministerium für Wirtschaft, Energie und Tourismus. Der oberste Beamte dieser Behörde ist der Burghauptmann.

## Aufgaben
Die meisten Gebäude, die im Bundesbesitz stehen, wurden im Zuge der Umorganisation im Jahr 2000 der Bundesimmobiliengesellschaft (BIG) unterstellt. Etwa 65 Gebäude, die zum historischen und kulturellen Erbe Österreichs zählen, wurden nicht der BIG unterstellt. Sie wurden aus verschiedenen Gründen der bereits bestehenden Burghauptmannschaft eingegliedert. Durch die Vergrößerung des Verwaltungsumfanges wurde auch die Umbenennung von Burghauptmannschaft in Wien auf Burghauptmannschaft Österreich durchgeführt. Nicht verwaltet werden Gebäude, die nur mittelbar der Republik gehören, beispielsweise jene, die im Besitz der Bundesforste stehen.
Der Burghauptmannschaft Österreich unterstehen beispielsweise Gebäude, die
- aufgrund völkerrechtlicher oder kirchlicher Verträge nur eingeschränkt nutzbar sind,
- hoheitlich in Verwendung stehen oder
- aufgrund strenger Denkmalschutzbestimmungen nicht mit üblichen Bedingungen wirtschaftlich verwertbar sind.

Viele Gebäude sind in den letzten Jahren auch zur Nutzung von eigenen privatrechtlichen Gesellschaften freigegeben worden. Allerdings könnten diese Unternehmen, wenn ihnen die Erhaltung dieser Gebäude überlassen bliebe, nie marktkonform arbeiten. Aus diesem Grund sind solche Bauten in der Verwaltung der Burghauptmannschaft Österreich, die die Gebäude an diese Unternehmen zu Bedingungen verpachtet, sodass diese von der Erhaltung der Gebäude unabhängig wirtschaften können.
Die Burghauptmannschaft Österreich verfügt speziell über Fachleute, die mit Historikern, Architekten und dem Bundesdenkmalamt eng zusammenarbeiten und so Bauarbeiten oder Renovierungen an den verschiedenen Gebäuden durchführen. Traditionelles Handwerk spielt dabei ebenfalls eine bedeutende Rolle, da es spezifische, den Denkmalschutz entsprechende Kompetenzen und Fähigkeiten kombiniert und mit diesem Know-how auch zur Energieeffizienz von historischen Gebäuden beitragen kann.
Der Hauptstandort der Burghauptmannschaft Österreich ist in der Hofburg Wien.

## Geschichte
Der Ursprung der heutigen Burghauptmannschaft Österreich lässt sich auf das mittelalterliche Amt des Burggrafen zurückführen, zu dessen antiken Vorläufern das Amt eines römischen Praefectus Castrorum zu zählen ist. Neben den militärischen Aufgaben oblag dem Burggrafen auch die Rechtsprechung und Verwaltung einer Burg. Burggrafen waren zunächst Angehörige des Grafenstandes, die von einem weltlichen oder geistlichen Landesherrn mit einem Territorium belehnt wurden, das neben der eigentlichen Burg meist auch eine Siedlung und deren Umland umfasste. Ab dem 12. Jahrhundert wurden im bairisch-österreichischen Raum die Grafen zunehmend durch Verwaltungsbeamte ersetzt, die jedoch als Amtstitel jenen eines „Burggrafen“ beibehielten.
Otto der Hager, Bgr., der 9.2.1305 sein Haus in Wien am Rossmarkt an das Schottenkloster angrenzend an den Salzburger Erzbischof Konrad um den hohen Preis von 142 Mark lothr. Silber verkauft, um Burgrechte abzulösen, das danach mit weiteren Zukäufen die Basis des Salzburger Hofes, eine Art Botschaft des Salzburger Erzbistums bildet, war wohl einer der frühen Burggrafen in Wien. Die Salzburger Zeugen des Kaufvertrages, Otto von Goldegg und Konrad von Kuchl, bildeten damals die Salzburger Elite.
Mit Ottos Frau Mechthild, den Söhnen (zumindest) Karl und Jakob (Jakob Hager wird dezidiert „als Sohn des Graven“ bezeichnet), verlieren sich aber die weiteren Quellen.
Im Erzbistum Salzburg etwa wandelt sich der Begriff des castellanus (erster bekannter Burggraf ist Friedrich von Haunsperg +um 1130) im 15. Jhd. zum Pfleger und im 16. Jhd. zum Burg-Hauptmann.
Als im Spätmittelalter auch städtische Beamte militärische Aufgaben übernahmen, ist die Amtsbezeichnung gegenüber der eines „Stadtkommandanten“ oder „Stadthauptmanns“ nicht mehr eindeutig abgegrenzt. Im 16. Jahrhundert wird dem Burggrafen als landesfürstlichem Beamten ausschließlich die Sicherung der königlichen Burg übertragen.
Während der Regierungszeit des Kaisers Friedrich III. (1452–1493) war die Geschichte der Wiener Burg, die zu dieser Zeit noch nicht die kaiserliche Residenz war, von Bürgerkrieg, der zeitweisen Übernahme in ständischen Besitz und der Eroberung durch den ungarischen König Mathias Corvinus (1458–1490) in den Jahren 1485 bis 1490 geprägt. Erst unter der Herrschaft des Kaisers Ferdinand I. (1558–1564) stieg Wien wieder zur Residenzstadt auf. Für diesen Zeitabschnitt ist die Benennung von Burggrafen nicht eindeutig. Es scheint jedoch gesichert, dass ab dem Jahr 1530 dieses Amt von Hans Aphaltrer versehen wurde, der gleichzeitig Stadthauptmann von Wien war. Einzelne Dokumente aus früheren Jahren weisen auch Niklas Barczal von Döbre (1443) und Cristoff von Hohenveld (1492) als Inhaber dieses Amtes aus. In einigen Publikationen wird auch Burggraf Michael von Maidburg, Graf zu Hardegg und Retz (gest. 1483) als Burggraf von Wien ausgewiesen, was sich jedoch nicht eindeutig bestätigen lässt, zumal eine mögliche Verwechslung mit seinem Titel als Burggraf von Maidburg (Magdeburg) nicht ausgeschlossen werden kann. Eine Ernennungsurkunde ist nicht überliefert. Nach Brockhaus 1817, Bd. 5, Zeitgenossen, S. 111/112 war Freiherr Otto Sigismund Hager (um 1665–1750) der letzte Burggraf der kaiserlichen Burg zu Wien.
Umfassende Veränderungen erfuhr das Amt durch eine Resolution Maria Theresias (1740–1780) vom 23. September 1750, in der die Kaiserin die Aufhebung des Oberstburggrafenamtes verfügte und gleichzeitig Andreas Pögle (1750–1767) als Burginspektor einsetzte. Das Amt des Burggrafen blieb weiterhin bestehen und der Burginspektor wurde diesem gleichgestellt.
Eine neuerliche einschneidende Veränderung erfuhr das Amt des Burginspektors mit der Hofstaatsreform Kaiser Franz Josephs I. (1848–1916) in den Jahren 1849 bis 1851 durch Karl Ludwig Graf von Grünne (1808–1884), Generaladjutant des Kaisers. Die Anordnung dazu erfolgt am 26. April 1849. Diese sah vor, das Hofmobilienamt sowie das Generalbauamt aufzulösen und deren Aufgaben auf die Inspektionen und Schlosshauptmannschaften zu übertragen. Gleichzeitig ernannte der Kaiser Ludwig Montoyer zum Schlosshauptmann von Schönbrunn und Hetzendorf und Franz Schücht zum Schlosshauptmann von Laxenburg und Baden. Als Hofburginspektor blieb Ludwig Wagner im Amt, dem nach dessen Tod Ludwig Montoyer am 7. September 1850 als Burghauptmann nachfolgte. Dessen Verwaltungsbereich erstreckte sich u. a. über die eigentlichen Hofgebäude, das Hofburgtheater, die Stadtreitschule, die Stallburg, die Hofbibliothek, das Gebäude des Naturalien-, Münz- und Antikenkabinetts, das Kärntnertortheater, die Glashäuser im heutigen Burggarten, das Ballhaus und das Kaiserspitalgebäude.
In den Anfangsjahren der Ersten Republik gelangten die ehemals kaiserlichen Bauwerke in die Zuständigkeit der Obersten Verwaltung des Hofärars unter der Leitung von Sektionschef a. D. Eugen Beck-Mannagetta (1861–1943). Ab 1922 sind die entsprechenden Dienststellen dem Bundesministerium für Handel und Gewerbe, Industrie und Bauten nachgeordnet. 1936 wurde Karl Walbiner als Nachfolger von Emanuel Karajan zum Burghauptmann ernannt, der auch nach dem Anschluss an das nationalsozialistische Deutschland 1938 im Amt blieb.
Die Aufgaben der Burghauptmannschaft gingen ab 1942 an das Reichsbauamt Wien Innere Stadt I./II. (Schmidt und Walbiner) sowie an die Verwaltung der Schlösser (Koppensteiner) über. Diese waren nachgeordnete Dienststellen der Abteilung V (Bauwesen) des Landwirtschaftsamtes für den Wehrwirtschaftsbezirk XVII unter der Leitung von Förster, das seinerseits dem Reichsstatthalter in Wien Baldur von Schirach (1940–1945) unterstand.
Mit der Übernahme in die Zweite Republik, der erneuten Eingliederung in das Bundesministerium für Handel und Wiederaufbau – das heutige Bundesministerium für Arbeit und Wirtschaft – und der Unterstellung unter das Bundeshochbauamt wurde Hofrat Paul Neumann zum Leiter der wieder eingerichteten Burghauptmannschaft in Wien bestellt.
Infolge des Bundesimmobiliengesetzes 2000 entstand aus der Burghauptmannschaft in Wien die Burghauptmannschaft Österreich. Aus der ursprünglichen Verwaltung von 31 Objekten wurden 98 im Jahr 2001.

## Beispiele
- Hofburg Wien
- Jesuitenkirche (Wien)
- Schloss Schönbrunn
- Schloss Belvedere
- Schloss Hof
- Kartause Mauerbach
- KZ-Gedenkstätte Gusen
- KZ-Gedenkstätte Mauthausen
- KZ-Gedenkstätte Ebensee
- Jagdschloss Mürzsteg (das einzige Objekt in der Steiermark)
- Hofburg (Innsbruck)
- Schloss Ambras
- Schloss Niederweiden
- Schloss Orth